# Жуковець Ганна Харитонівна
Га́нна Харито́нівна Жукове́ць (грудень 1908 , Небіж, Житомирський повіт, Волинська губернія, Російська імперія  — невідомо ) — український державний діяч. Депутат Верховної Ради УРСР першого скликання (1938–1947).

## Біографія
Народилась у грудні 1908 року в селянській родині в селі Небіж, тепер Хорошівський район, Житомирська область, Україна. З 1931 року — колгоспниця, з 1935 року — ланкова по льону колгоспу імені Будьонного села Небіж. У 1935 році вступила до комсомолу.
З 1937 року — одночасно голова Небіжської сільради Володарсько-Волинського району Житомирської області.
1938 року була обрана депутатом Верховної Ради УРСР першого скликання по Володарсько-Волинській виборчій окрузі № 25 Житомирської області.
Член ВКП(б) з 1939 року.
У 1939–1940 роках — заступник голови Черняхівського (за іншими даними — Володарсько-Волинського) районного виконавчого комітету та голова районної планової комісії. 
У 1940–1941 роках — навчалася на підготовчих курсах Житомирського педагогічного інституту.
Після початку Великої Вітчизняної війни — в евакуації в місті Чкалові, тепер Оренбург, де продовжувала навчання. З 1942 року — у Москві, у вересні 1944 року закінчила Московську юридичну школу.
З листопада 1944 року — член Київського обласного суду.

## Нагороди
- Орден Леніна (7.02.1939)